# جان دومون (مصارع رياضي)
جان دومون هو مصارع رياضي بلجيكي، ولد سنة 1886.

## وصلات خارجية
- جان دومون على موقع أوليمبيديا (الإنجليزية)